# Precolumbiaans Bolivia

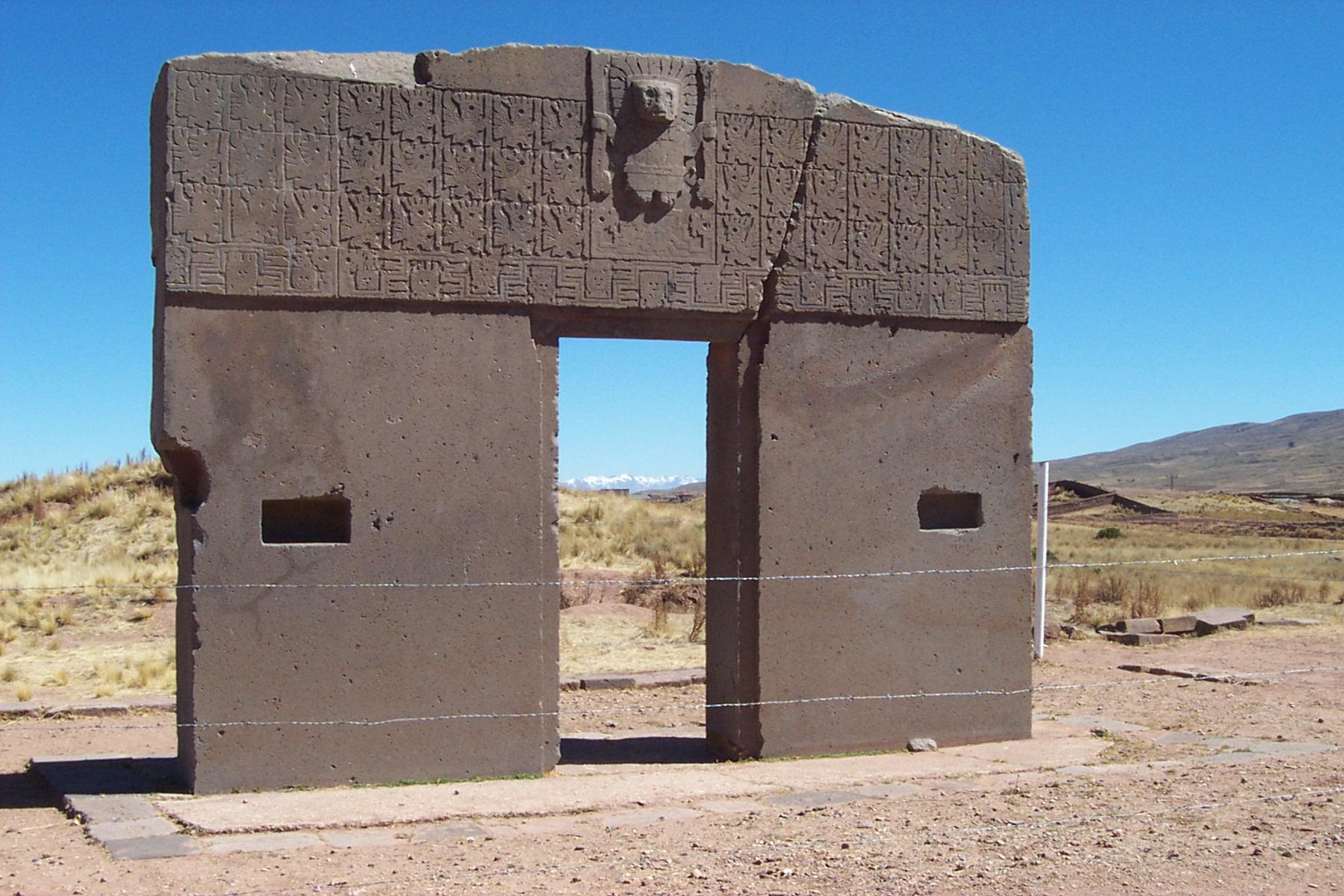
Poort van de Zon in Tiwanaku

Precolumbiaans Bolivia bestrijkt de periode tussen 10.000 v.Chr. in de geschiedenis van Bolivia, toen de Boven-Andes-regio voor het eerst werd bevolkt en 1532 AD, toen Spaanse conquistadores het Inca-rijk binnenvielen. Het gebied maakte deel uit van de Andesbeschavingen. 
De Andes-regio werd gedomineerd door de Tiwanaku-beschaving tot ongeveer 1200, toen de regionale koninkrijken van de Aymara naar voren kwamen als de machtigste van de etnische groepen die leefden in het dichtbevolkte gebied rond het Titicacameer. De machtsstrijd ging door tot 1450, toen de Inca's Boven-Bolivia in hun groeiende rijk opnamen. Gevestigd in het huidige Peru, voerden de Inca's land- en mijnbouwpraktijken in die wedijverden met die van de Europese veroveraars vele jaren later. Ze vestigden ook een sterke militaire en gecentraliseerde politieke macht.
Ondanks hun inspanningen hebben de Inca's de nomadische stammen van de Boliviaanse laaglanden echter nooit volledig gecontroleerd, noch hebben ze de Aymara-koninkrijken volledig in hun samenleving opgenomen. Deze interne verdeeldheid verdoemde het Inca-rijk toen de Europese veroveraars arriveerden.

## Vroegste culturen
Verschillende culturen van inheemse volkeren ontwikkelden zich in de hooggelegen Altiplano, waar ze te maken hadden met lage zuurstofniveaus, arme bodems en extreme weerpatronen. De meer gematigde en vruchtbare laaglanden werden daarentegen dunbevolkt door jager-verzamelaarsgemeenschappen. Een groot deel van de precolumbiaanse bevolking was geconcentreerd in de altiplano-valleien van Cochabamba en Chuquisaca.
Tussen 8.000 en 5.000 v.Chr. werd in de buurt van het Titicacameer de aardappel gedomesticeerd, gevolgd door quinoa tussen 2000 en 1000 v.Chr. De lama, alpaca en vicuña werden gedomesticeerd en gebruikt voor transport, voedsel en kleding.
Het gebied van de Altiplano leverde het vroegste bewijs van metaalbewerking in Zuid-Amerika. Op de vindplaats Jisk'a Iru Muqu in het bekken van het Titicacameerwerd in een graf naast een laat-archaïsch kuilhuis werd een ketting bestaande uit negen gouden kralen gevonden. Houtskool in het graf dateerde de kralen tot 2.155-1.936 v.Chr. Ook de productie van koper begon omstreeks 2000 v.Chr.
Onder de vroegst bekende culturen in Bolivia waren de Wankaranicultuur en de Chiripacultuur. De oudste Wankarani-sites dateren uit 1.800 v.Chr. De Wankaranicultuur ontstond in het gebied van het departement Oruro nabij het Poopomeer.

## Tiwanaku-rijk

Tiwanaku-rijk in zijn grootste territoriale omvang, 950 n.Chr

Tiwanaku, de hoofdstad van het Tiwanaku-rijk,  dateert al uit 1.200 v.Chr., toen het ontstond als een klein agrarisch dorp. Rond 400 na Christus begon het Tiwanaku-rijk aan haar expansie, waarbij het zich de Yunga toe-eigende en contacten legde met andere culturen in Peru, Bolivia en Chili. Tegen 600 AD werd het een belangrijke regionale macht in de zuidelijke Andes. Tiwanako onderging een dramatische transformatie tussen 600 en 700, met een voor de regio nieuw niveau van monumentale architectuur en een grote toename van de bevolking.
Aangenomen wordt dat het Tiwanaku-rijk de naburige culturen in zich opnam in plaats van ze te vernietigen. Archeologen observeerden een opvallende overname van Tiwanaku-keramiek onder de culturen die deel gingen uitmaken van het rijk. Tiwanaku versterkte de macht over haar domein door de handel tussen alle steden binnen het rijk te stimuleren. De elites verwierven status door uit alle regio's die onder hun invloed stonden overtollige voedselvoorraden te verzamelen, en deze vervolgens waar nodig weer onder de mensen te verdelen. Het in stand houden van grote kuddes lama's was essentieel om goederen heen en weer te vervoeren tussen het centrum van het rijk en de periferie.
Rond 950 was er een dramatische verschuiving in het klimaat van de regio's. Er volgde een aanzienlijke daling van de jaarlijkse neerslag in het Titicacabekken. Veel steden verder weg van het Titicacameer en met minder toegang tot waterbronnen begonnen minder gewassen te produceren. Dit resulteerde in een afname van de aan de elites te leveren voedseloverschotten. De directe omgeving van de hoofdstad en het meer werd uiteindelijk de laatste bron van substantiële voedselproductie voor het rijk, vanwege de veerkracht van de verhoogde velden om efficiënt voedselgewassen te produceren. Uiteindelijk was echter zelfs het uitgekiende ontwerp van de velden onvoldoende om het veranderende klimaat te trotseren. Aangenomen wordt dat het Tiwanaku-rijk rond het jaar 1000 uiteenviel toen de overvloedige voedselproductie stopte, en daarmee de belangrijkste machtsbron voor de heersende elites opdroogde. 

## Aymara-koninkrijken

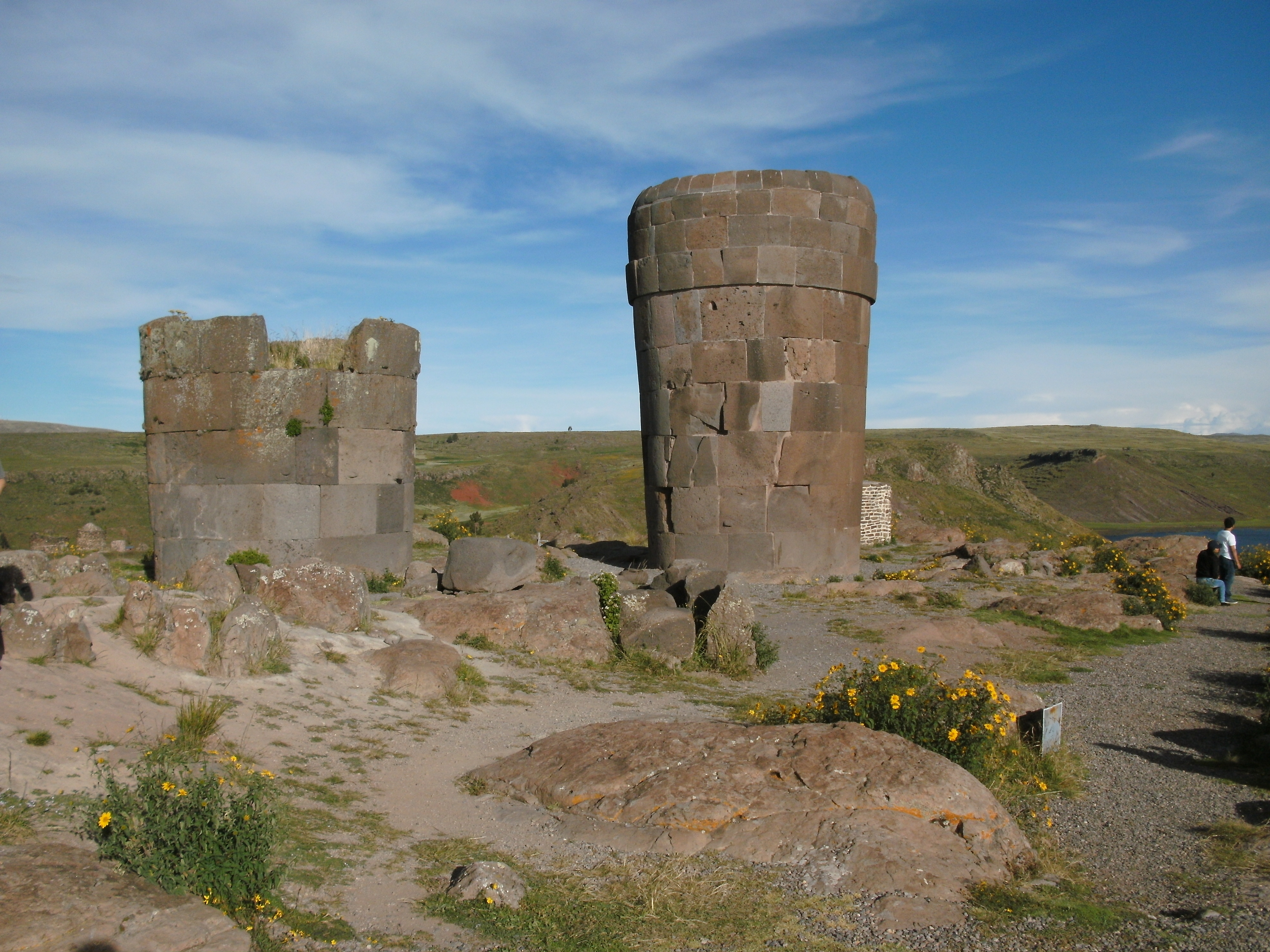
chullpa's

Tussen 1100 en 1460 ontwikkelden de Aymara een aantal koninkrijken in de regio rond het Titicacameer, de grootste waarvan Lupaca, Colla en Cana waren. Deze bevonden zich verder landinwaarts in versterkte steden (pucara), en hun begrafenis- en ceremoniële torens (chullpa) zijn er nog steeds te vinden. Hoewel de Aymara leefden en voorspoedig waren in de barre altiplano-omstandigheden, controleerden ze ook land op de oostelijke hellingen van de Andes dat geschikter was voor voedselproductie. Er werden ook kolonies gesticht in gematigde en semitropische laaglandgebieden om voldoende voedselvoorraden aan te bouwen om de  bevolking in stand te houden. 
De Aymara-samenleving was georganiseerd in ayllus of verwantschapsgroepen. Een ayllu was verdeeld in twee lagen, bovenste (hanansaya) en onderste (urinsaya). De Aymara domineerden ook de Uru- en Puquina-bevolking, die vóór de Aymara in de Andes-regio hadden gewoond en tegen de 12e eeuw teruggebracht waren tot de status van onderdrukte, landloze arbeiders die ondergeschikt waren aan de Aymara. De Aymara-dominantie  in de regio werd uiteindelijk uitgedaagd door de groeiende staat van de Quechua uit Cuzco, die hen uiteindelijk tussen 1460 en 1500 veroverden.

## Incarijk

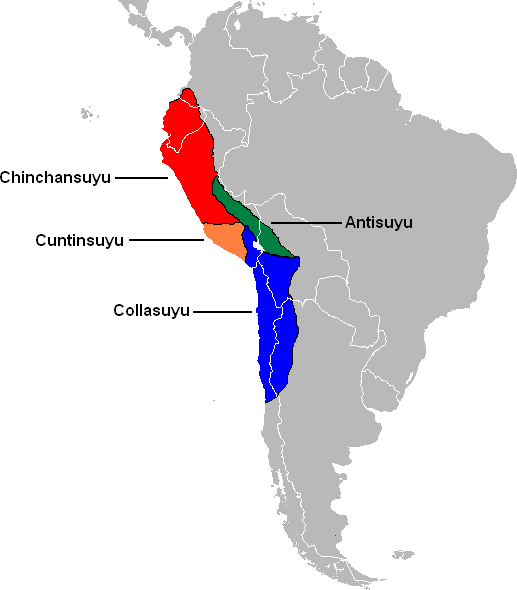
Qullasuyu

De Inca's veroverden een groot deel van wat nu West-Bolivia is onder hun negende heerser Pachacuti Inca Yupanqui, wiens regering duurde van 1438 tot 1471. Pachacuti werd opgevolgd door zijn zoon Túpac Inca Yupanqui wiens regering duurde van 1471 tot 1493. West-Bolivia werd een van de vier Inca-gebieden binnen zijn rijk dat bekend staat als Qullasuyu, met naar schatting een miljoen inwoners.
De hoogste functionaris van Qullasuyu regeerde namens de Inca en hield toezicht over een groep provinciale gouverneurs, die op hun beurt de leden van de Aymara-adel controleerden. Onder een systeem van dienstplicht genaamd de mit'a dwongen de Inca's de volkeren onder hun heerschappij om in mijnen te werken, aan bouwprojecten te werken of in het leger te dienen. Deze dienstplichtigen werden voor hun arbeid volledig gecompenseerd.
Ondanks hun beleid van extreme centralisatie veranderden de Inca's de organisatie van de Aymara-koninkrijken niet fundamenteel, en deze koninkrijken bleven relatief autonoom. Veel lokale leiders behielden een groot deel van hun macht, en in het algemeen werd hun heerschappij ondersteund door het gezag van de Inca's. Onder deze omstandigheden konden de Aymara hun cultuur, religieuze praktijken en taal behouden. De regionale adel, hoewel gedwongen om hun kinderen naar Cuzco te sturen voor onderwijs, bleef ook privébezit houden. Bovendien werd de Aymara-praktijk om nieuwe kolonies te ontwikkelen in de oostelijke valleien en langs de kust getolereerd onder de Inca-heerschappij.
In 1470 begonnen verschillende Aymara-koninkrijken in opstand te komen tegen de Inca's. De Inca's versloegen echter twee Aymara-staten volledig, en brachten de regio in het algemeen tot rust door mitimas, Quechua-sprekende kolonisten, naar Aymara-gebieden te sturen, met name naar de zuidelijke valleien en de meer centrale valleiregio's waar later Cochabamba en Sucre werden gesticht. Aan het begin van de 16e eeuw hadden de Inca's hun heerschappij volledig hersteld.
Ondanks hun hernieuwde dominantie slaagden de Inca's er echter niet in de nomadenstammen in de oostelijke Boliviaanse laaglanden te onderwerpen. De overblijfselen van Inca-forten hier getuigen van deze mislukking en suggereren dat de Inca's alleen die culturen konden onderwerpen die gebaseerd waren op landbouwactiviteiten. Door hun verzet hebben de nomadenstammen in de oostelijke laaglanden die twee derde van Bolivia bezetten hun manier van leven grotendeels behouden, ook na de Spaanse verovering. De onafhankelijkheid en het succes van het Moxo-volk bleek bijvoorbeeld uit de aanleg van verhoogde wegen om de regelmatige overstromingen in de regio te beheersen en om hun bevolking te dienen.